# محمد فارس (لاعب كرة قدم سوري)
محمد أحمد فارس (ولد في 21 يناير 1990 في حلب، سوريا) لاعب كرة قدم دولي سوري يجيد اللعب في مركز الظهير الأيمن كما يجيد اللعب مركزي الوسط الأيمن والجناح الأيمن. يلعب حاليا لصالح الحد الذي ينافس في الدوري البحريني الممتاز منذ 2019.

## المسيرة الرياضية

### الأندية
في عام 2008 بدأ فارس مسيرته الرياضية في الاتحاد. في موسمه الأول 2008-2009 ساهم في احتلال الاتحاد المركز الثاني برصيد 52 نقطة بفارق الأهداف عن الكرامة مما استلزم إقامة مباراة فاصلة لتحديد بطل الدوري الممتاز والتي انتهت بخسارة الاتحاد 1-2. وفي بطولة كأس سوريا 2008–09 ساهم في وصول الاتحاد إلى الدور النصف النهائي حيث خسر من المجد 3-4 في مجموع المباراتين. وفي بطولة دوري أبطال العرب 2008–09 ساهم في وصول الاتحاد إلى الدور الثمن النهائي حيث خسر من الوداد المغربي 1-2.
في موسمه الثاني 2009-2010 ففي بطولة الدوري السوري الممتاز 2009–10 ساهم فارس في احتلال الاتحاد المركز الرابع برصيد 45 نقطة بفارق 13 نقطة عن البطل الجيش وهو ما يعد تراجعا في المستوى. وفي بطولة كأس سوريا 2009–10 فقد خرج الاتحاد مبكرا بعدما خسر من الوثبة 3-4 في مجموع المباراتين في الدور ال32. وفي بطولة كأس الاتحاد الآسيوي 2010 ساهم فارس في احتلال الاتحاد المركز الثاني في المجموعة الرابعة برصيد 10 نقاط بفارق الأهداف عن الثالث النجمة اللبناني ليتأهل إلى الدور الثمن النهائي حيث تغلب على الكويت الكويتي بركلات الترجيح .
في موسمه الثالث 2010-2011 بدأه في بطولة كأس الاتحاد الآسيوي حيث تغلب في الدور الربع النهائي على كاظمة الكويتي 4-2 في مجموع المباراتين ثم فاز في الدور النصف النهائي على موانغتونغ يونايتد التايلندي 2-1 في مجموع المباراتين ثم انتصر في المباراة النهائية على القادسية الكويتي بركلات الترجيح ليساهم فارس في تتويج الاتحاد بأولى بطولاته القارية وبأولى بطولاته الشخصية. وفي بطولة الدوري الممتاز توقفت البطولة بشهر يونيو وتم إلغائها واستعيض عنها بدورة رباعية بين الجيش والشرطة والاتحاد والوحدة ثم انسحب الاتحاد والوحدة منها وبقي الجيش والشرطة. وكان الاتحاد قد احتل المركز الرابع برصيد 25 نقطة بعد مرور 15 جولة. وفي بطولة كأس سوريا 2010–11 ساهم فارس تتويج الاتحاد بلقب البطولة بعدما تغلب في المباراة النهائية على الوثبة 3-1 حيث سجل الهدف الثاني وبذلك يتوج فارس بثاني بطولاته الشخصية. وفي بطولة دوري أبطال آسيا 2011 خسر الاتحاد من السد القطري 1-5 في الدور التمهيدي الأول لينتقل الاتحاد للعب في بطولة كأس الاتحاد الآسيوي 2011 حيث فشل الاتحاد في الدفاع عن لقبه بنجاح عندما احتل المركز الثالث في المجموعة الثانية برصيد 8 نقاط بفارق نقطة واحدة عن صاحب المركز الثاني شورتان جوزار الأوزبكستاني.
في موسمه الرابع مع الاتحاد 2011-2012 ففي بطولة الدوري السوري الممتاز 2011–12 تراجع مستوى الاتحاد أكثر واحتل المركز الخامس في المجموعة الثانية برصيد 7 نقاط ليفشل في التأهل إلى الدوري الثماني لتحديد البطل. وفي بطولة كأس الاتحاد الآسيوي 2012 قدم الاتحاد أداء سيء واحتل المركز الرابع والأخير في المجموعة الأولى برصيد 4 نقاط ليخرج من منافسات البطولة.
في موسمه الخامس مع الاتحاد 2012-2013 قصى فيه نصف موسم معه. في 31 يناير 2013 انتقل فارس من الاتحاد إلى نفط الجنوب العراقي بالإعارة حتى نهاية موسم 2013-2014. في بطولة الدوري العراقي الممتاز 2012–13 ساهم في تثبيت نفط الجنوب في البطولة عندما ساهم في احتلاله المركز العاشر برصيد 39 نقطة بفارق خمس نقاط عن منطقة الهبوط. في الموسم التالي وفي بطولة الدوري العراقي الممتاز 2013–14 قرر الاتحاد العراقي لكرة القدم إنهاء الدوري (وليس إلغاؤه) مع إعتماد الموقف الأخير لترتيب الفرق ليوم 18 يونيو 2014 على أنه الترتيب النهائي لفرق الدوري العراقي كما تقرر إلغاء هبوط أي فريق لدوري الدرجة الأولى مع صعود أربع فرق لدوري 2015/2014 ليكون عدد الفرق 20 فريق. وكان نفط الجنوب محتلا المركز الخامس برصيد 36 نقطة بفارق 7 نقاط عن المتصدر الشرطة.
في صيف 2014 قرر فارس الانتقال إلى الكرخ العراقي. في بطولة الدوري العراقي الممتاز 2014–15 لم يساهم فارس سوى في احتلال الكرخ المركز الخامس في المجموعة الأولى برصيد 26 نقطة بفارق نقطتين عن المركز الذي يؤهله إلى الدور الثماني لتحديد البطل.
في صيف 2015 انتقل فارس إلى الوحدة السوري. في بطولة الدوري السوري الممتاز 2015–16 ساهم فارس في احتلال الوحدة المركز الأول في المجموعة الثانية برصيد 48 نقطة وبالتالي التأهل إلى الدور السداسي لتحديد البطل وانتهى به المطاف باحتلال المركز الثاني برصيد 11 نقطة بفارق نقطتين عن البطل الجيش. وفي بطولة كأس الاتحاد الآسيوي 2016 ساهم فارس في احتلال الوحدة المركز الثاني في المجموعة الثالثة برصيد 9 نقاط وبالتالي التأهل إلى الدور الثمن النهائي حيث خسر من العهد اللبناني برباعية نظيفة.
في موسمه الثاني مع الوحدة 2016-2017 ففي بطولة الدوري السوري الممتاز 2016–17 ساهم فارس في احتلال الوحدة المركز الثالث برصيد 56 نقطة بفارق 9 نقاط عن البطل الجيش. وفي بطولة كأس سوريا ساهم فارس في وصول الوحدة إلى الدور النصف النهائي بعدما تغلب على جبلة 3-0 في الدور الربع النهائي. وفي بطولة كأس الاتحاد الآسيوي 2017 ساهم فارس في احتلال الوحدة المركز الثاني في المجموعة الثانية برصيد 11 نقطة ليتأهل إلى الدور الربع النهائي حيث تغلب على الوحدات الأردني 4-2 في مجموع المباراتين.
في 1 يوليو 2017 انتقل فارس من الوحدة إلى النجمة البحريني. في بطولة الدوري البحريني الممتاز 2017–18 ساهم فارس في احتلال النجمة المركز الثاني برصيد 30 نقطة بفارق 15 نقطة عن البطل المحرق بعدما كان احتل المركز الثامن في الموسم السابق مما يعد تطورا في الأداء. وفي بطولة كأس ملك البحرين ساهم فارس في تتويج النجمة بالبطولة بعدما تغلب في المباراة النهائية على المحرق بركلات الترجيح. وفي بطولة كأس النخبة البحريني فقد ساهم فارس في وصول النجمة إلى الدور النصف النهائي حيث خسر من المالكية 0-2.
في 1 أغسطس 2018 انتقل فارس من النجمة إلى النهضة العماني. في بطولة دوري المحترفين العماني لعب فارس نصف موسم مع النهضة حيث ساهم في جمع 26 نقطة من 13 مباراة. وفي بطولة كأس السلطان خرج النهضة من الدور ال32 بعدما خسر من مجيس 0-1.
في 1 يناير 2019 انتقل فارس من النهضة إلى الحد البحريني. في موسمه الأول وفي بطولة الدوري البحريني الممتاز 2018–19 ساهم فارس في احتلال الحد المركز الرابع برصيد 28 نقطة بفارق 12 نقطة عن البطل الرفاع. وخلال المباريات العشرة التي لعبهم فارس ساهم في جمع 17 نقطة. وفي بطولة كأس ملك البحرين 2018–19 ساهم فارس في وصول الحد إلى المباراة النهائية حيث خسر من الرفاع 1-2. وفي بطولة كأس الاتحاد البحريني لم يشارك فارس سوى في آخر مباراتين (اللتين حقق فيهما الفوز) وفي النهاية احتل الحد المركز الثاني في المجموعة الثانية بفارق نقطة واحدة عن المتصدر ليخرج من منافسات البطولة. وفي بطولة كأس النخبة البحريني ساهم فارس في وصول الحد إلى المباراة النهائية حيث خسر من المحرق برباعية نظيفة.
في موسمه الثاني مع الحد 2019-2020 وفي بطولة الدوري الممتاز ساهم فارس في تتويج الحد بالبطولة بعدما تصدر الترتيب برصيد 41 نقطة بفارق نقطة واحدة عن وصيفه المحرق وبالتالي يحقق فارس ثالث بطولاته الشخصية. وفي بطولة كأس ملك البحرين ساهم فارس في وصول الحد إلى المباراة النهائية حيث خسر من المحرق 0-1. وفي بطولة كأس الاتحاد البحريني ساهم فارس في وصول الحد إلى الدور النصف النهائي حيث خسر من المحرق 1-3.
في موسمه الثالث مع الحد 2020-2021 ففي بطولة الدوري الممتاز لم يستطع فارس مساعدة الحد في الاحتفاظ باللقب حيث احتل المركز الخامس برصيد 27 نقطة بفارق 18 نقطة عن البطل الرفاع. وفي بطولة كأس ملك البحرين ساهم في وصول الحد إلى الدور النصف النهائي حيث خسر من الأهلي بركلات الترجيح. وفي بطولة كأس الاتحاد البحريني قد الحد أداء مخيب للآمال عندما اكتفى باحتلال المركز الرابع قبل الأخير في المجموعة الأولى برصيد 4 نقاط ليخرج من دور المجموعات. وفي بطولة كأس الاتحاد الآسيوي 2021 استضاف الحد مباريات المجموعة الأولى ولكنه اكتفى باحتلال المركز الثالث والأخير برصيد نقطة من مباراتين ليخرج من دور المجموعات.
في موسمه الرابع 2021-2022 وفي بطولة دوري الدرجة الممتازة ساهم في احتلال فريقه المركز التاسع قبل الأخير برصيد 13 نقطة من 18 مباراة بفارق 4 نقاط عن منطقة الأمان فانتقل إلى الدوري الرباعي للهبوط فساهم في احتلال فريقه المركز الأول برصيد 7 نقاط من 3 مباريات بفارق 7 نقاط عن منطقة الهبوط. وفي بطولة كأس ملك البحرين ساهم في وصول فريقه إلى الدور الربع النهائي عندما خسر من الخالدية 0-3. وفي بطولة كأس الاتحاد البحريني ساهم في وصول فريقه إلى المباراة النهائية عندما خسر المحرق بركلات الترجيح.

## الألقاب والجوائز
- الأندية
  - الاتحاد
    - كأس سوريا (1): 2010–11
    - كأس الاتحاد الآسيوي (1): 2010

  - الحد
    - الدوري البحريني الممتاز (1): 2019-20

## روابط خارجية
- محمد فارس على موقع ناشيونال فوتبول تيمز (الإنجليزية)